# Mosca-da-cenoura
A mosca-da-cenoura (Psila rosae) é uma mosca doméstica. As suas antenas são cerdas. O corpo tem de comprimento 4 ou 5 mm.

## Distribuição
Europa Ocidental, América do Norte e Nova Zelandia. Na antiga União Soviética, encontra-se na parte europeia, no sul da Sibéria e no estremo este.